# Entrepierres
Entrepierres ist eine französische Gemeinde mit 409 Einwohnern (Stand 1. Januar 2022) im Département Alpes-de-Haute-Provence in der Region Provence-Alpes-Côte d’Azur. Sie gehört zum Arrondissement Forcalquier und zum Kanton Sisteron. Die Bewohner nennen sich die Interpétasiens.

## Geographie
Entrepierres wird von den Flüssen Riou de Jabron und Vanson durchquert. Beide fließen außerhalb der Gemeindegemarkung in die Durance, der das Gemeindegebiet im Südwesten tangiert. Die angrenzenden Gemeinden sind
- Saint-Geniez im Norden,
- Le Castellard-Mélan im Osten,
- Thoard im Südosten,
- Sourribes und Salignac im Süden,
- Peipin im Südwesten,
- Sisteron im Westen,
- Valernes im Nordwesten.

Zu Entrepierres gehören neben der Hauptsiedlung auch die Weiler Saint-Symphorien und Vilhosc. Von beiden gibt es Erwähnungen aus dem 11. Jahrhundert als Sanctus Symphorianus und Vilioscum.

## Bevölkerungsentwicklung
| Jahr      | 1962 | 1968 | 1975 | 1982 | 1990 | 1999 | 2008 | 2012 |
| --------- | ---- | ---- | ---- | ---- | ---- | ---- | ---- | ---- |
| Einwohner | 135  | 114  | 136  | 163  | 205  | 312  | 389  | 396  |

## Sehenswürdigkeiten
- Bauernhof des Priorats Vilhosc, Monument historique
- Pont de la reine Jeanne, eine Brücke über den Vanson, Monument historique beim Weiler Saint-Symphorien, datiert auf das 17. und das 18. Jahrhundert, 10 Meter lang und 2,17 m breit
- Château de Briasc, datiert auf das 17. Jahrhundert
- Kirche Saint-Marc, datiert auf das 17. Jahrhundert
- Kapelle Saint-Pierre des Nauds
- Kirche Saint-Gervais
- Kirche Saint-Gervais-et-Saint-Protais in Vilhosc
- Kirche Saint-Saturnin de Mézien

Siehe auch: Liste der Monuments historiques in Entrepierres

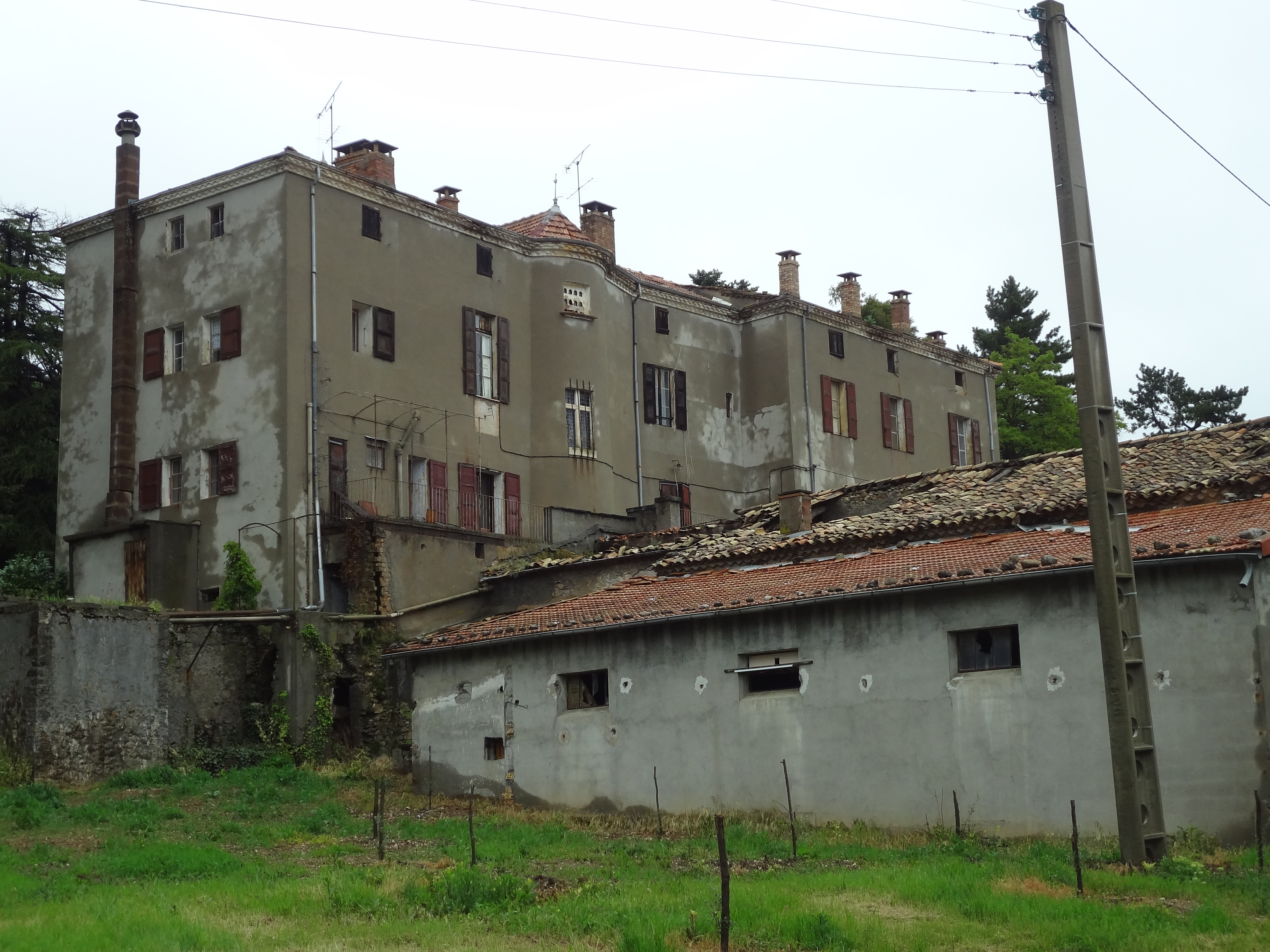
Château de Briasc
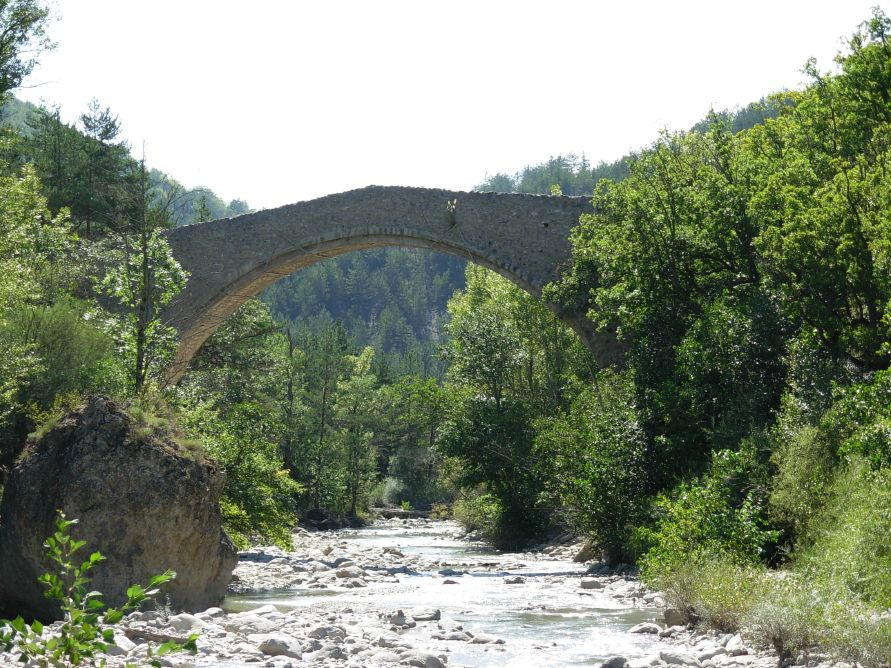
Pont de la reine Jeanne
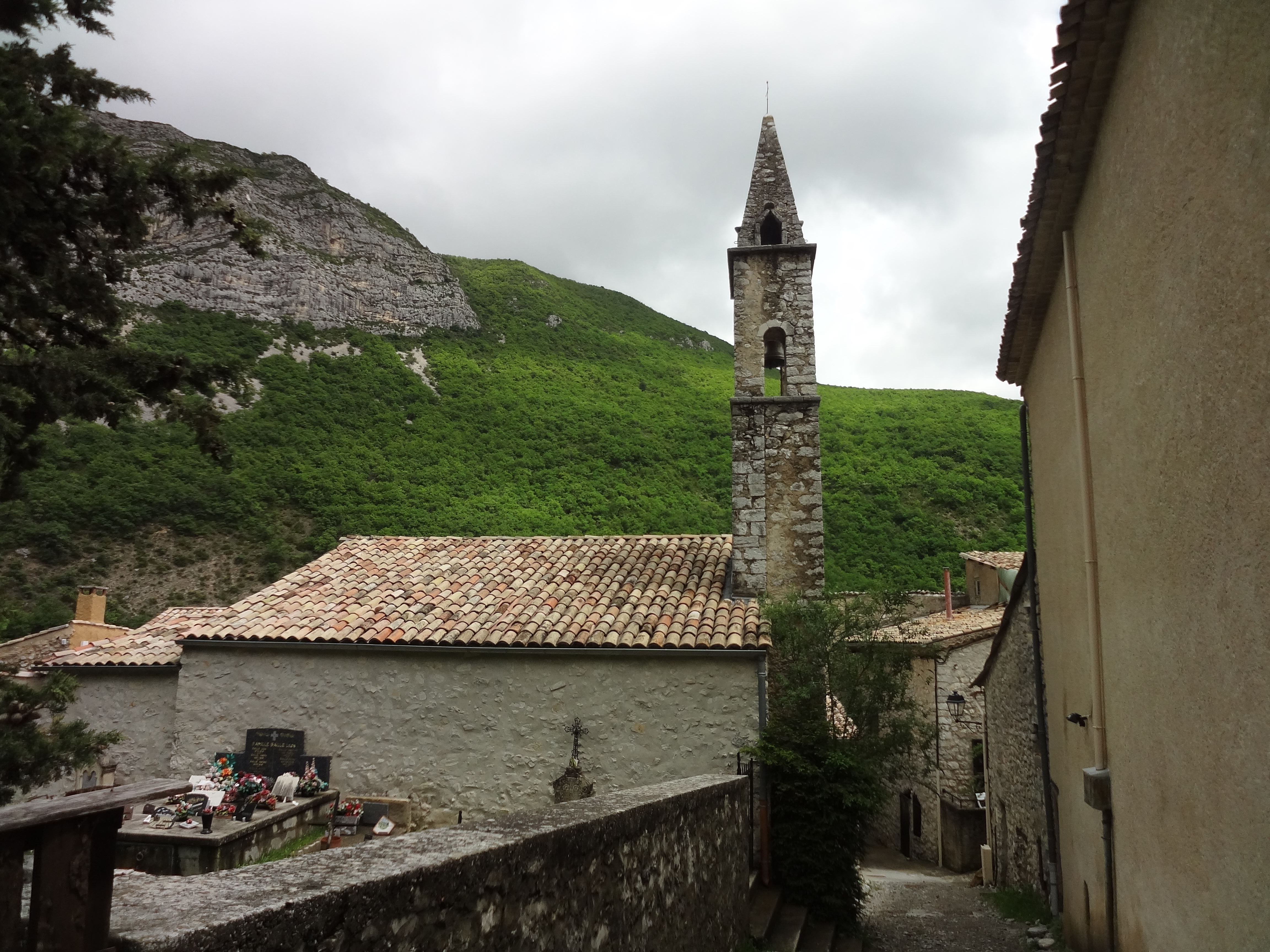
Kirche Saint-Marc